# 베체트 병
베체트 병(Behçet's disease)은 희귀한 면역 매개성 소혈관 전신 혈관염의 하나로, 점막층 궤양 및 안구 문제와 함께 종종 발생한다.

## 병인
병인은 잘 정의되어 있지는 않지만 주로 혈관의 자가염증(auto-inflammation)이 특징이다.

## 치료
현재의 치료법은 증상의 완화, 염증의 감소, 면역계의 통제에 초점을 두고 있다.
심각한 질병적 징후의 경우에는 다량의 코르티코스테로이드를 투여한다.
IVIG는 심각한 질병이나 합병증의 치료를 위해 사용할 수 있다.